# 루키아노스

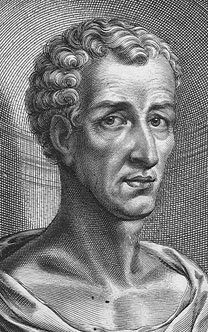

루키아노스(그리스어: Λουκιανός, 라틴어: Lucianus, 125년 ~ 180년 이후)는 로마 시대의 그리스 문학의 대표적 단편 작가이다.
영어로는 Lucian(루시안).

## 생애
그는 로마 제국 최동단 유프라테스 하반의 사모사타에서 태어난 시리아 사람이다. 부친은 석조사(石彫師)였다. 젊어서 이오니아로 나가 당시 유행하던 수사학을 수업했고 그리스어에 통달했다. 그 후 10여 년간 여러 나라를 유행했고 그리스, 갈리아, 이탈리아 등지에서 스승으로 활동했다. 또한 시리아의 대도시인 안티오키아와 이어서 아테네에 살면서 강연과 저술에 전념했다. 40세-50세에 걸친 이 시대가 그의 전성기로서 단순한 설제문(設題文)에서 시평(時評)으로 또한 대화나 의사(擬似) 문답 등 각종 형식을 구사했고 가벼운 문명비평과 통렬한 풍자로 세인의 호평을 얻었다. 이 가운데서도 대화편에 특색이 있어 널리 'Dialogoi'로 불리게 되었는데 초기의 우정론 《토크사리스》에서 후기의 유명한 《진실한 이야기》에 이르기까지 서술체 가운데도 뛰어난 것이 있다. 이것은 후세에도 많은 모방자를 갖는 공상 여행기로서 달세계·극락도, 커다란 고래의 뱃속에 있는 나라들과 꿈의 나라를 만유한 데 대해 만담 속에서 익살과 풍자로 엮고 있다. 대화편 중에는 《신들의 대화》, 《사자(死者)의 대화》, 《비극 배우 제우스》 등이 있고, 또한 시사 평론의 《페레그리노스의 죽음》, 《사기꾼 알렉산드로스의 일생》 자전풍의 《환상》, 《초상화》, 《초상화에 관하여》, 《2중 고소장》 등 어느 것이나 특색이 있고, 특히 가공의 대화는 올림포스 제신들의 모순된 여러 면이 지닌 우스꽝스러움을 찌르는 가벼운 풍자의 압권이다. 한편 《카론》이나 《닭》 등은 금전에의 집착과 현세의 욕망의 허무함을 고발하고 있다. 이러한 여러 편의 내용으로 그를 단순한 매문업자로 보는 견해도 있으나 나이가 들어감에 따라 풍자와 탄핵이 강해져감을 엿볼 수 있다.